# 1103 (szám)
Az 1103 (római számmal: MCIII) az 1102 és 1104 között található természetes szám.

## A szám a matematikában
A tízes számrendszerbeli 1103-as a kettes számrendszerben 10001001111, a nyolcas számrendszerben 2117, a tizenhatos számrendszerben 44F alakban írható fel.
Az 1103 páratlan szám, prímszám. Kanonikus alakja 11031, normálalakban az 1,103 · 103 szorzattal írható fel. Két osztója van a természetes számok halmazán, ezek növekvő sorrendben: 1 és 1103.
Sophie Germain-prím, kiegyensúlyozott prím.
Az 1103 huszonöt szám valódiosztó-összegeként áll elő, ezek közül a legkisebb a 4081.

## Csillagászat
- 1103 Sequoia kisbolygó